# Coronel (Cile)
Coronel è un comune del Cile della provincia di Concepción nella Regione del Bío Bío. Al censimento del 2002 possedeva una popolazione di 95.528 abitanti.
Davanti alla sua costa si svolse una delle prime battaglie navali della prima guerra mondiale, la battaglia di Coronel, fra la Royal Navy britannica e la Kaiserliche Marine tedesca, che ne uscì decisivamente vittoriosa.

## Società

### Evoluzione demografica
| Censimento del 1992 | Censimento del 2002 |
| 83.426 ab.          | 95.528 ab.          |